# Max Steiner
Maximilian Raoul Walter Steiner (ur. 10 maja 1888 w Wiedniu w Monarchii Austro-Węgierskiej, zm. 28 grudnia 1971 w Los Angeles w Kalifornii) – austriacko-amerykański kompozytor muzyki filmowej.

## Życiorys
Był wnukiem Maximiliana Steinera (1839–1880), wpływowego kierownika Teatru Wiedeńskiego. Cudowne dziecko - mając 11 lat wystawił własną operetkę pt. „Piękna Greczynka”, będąc nie tylko jej kompozytorem, lecz także dyrygentem. Pobierał nauki gry od samego Johannesa Brahmsa. W wieku 15 lat został zapisany do k.k. Akademie für Musik, obecnie znanej jako Universität für Musik und darstellende Kunst Wien, gdzie jego nauczycielem został ostatni filharmonik wiedeński Gustav Mahler. Jego zdolności i talent pozwoliły mu ukończyć jej 8-letni kurs edukacji w rok. Jako 17-latek kierował orkiestrą wodewilową w Londynie. Przed wybuchem I wojny światowej, zdążył ze swoją orkiestrą zjechać pół świata. Koncertował w Moskwie, Paryżu, Berlinie, a nawet w Johannesburgu.
W 1914 wyemigrował do Stanów Zjednoczonych i osiedlił się w Nowym Jorku, gdzie pracował jako dyrygent i kompozytor. W 1929 r. Studio RKO, powierzyło mu stworzenie i kierowanie swoim wydziałem muzycznym. Prowadził je przez siedem lat, do czasu gdy studio Warner Bros. wykorzystując kryzys finansowy RKO, zaproponowało mu lepsze warunki. Szefem muzycznym Warner Bros. był przez 30 lat. Stworzył muzykę do setek hollywoodzkich filmów. Był najwybitniejszym kompozytorem w Warner Bros. studio. Był jednym z pierwszych twórców filmowej oprawy muzycznej.
Otrzymał 26 nominacji do nagrody Oskara, zdobywając 3 statuetki, za „Potępieńca” w 1935 r., „A więc, podróżniku” z 1942 r. oraz „Odkąd wyjechałeś” (1944). Akademia nie przyznała mu nagrody za najczęściej z nim kojarzoną muzykę do Przeminęło z wiatrem. Przeszedł na emeryturę jako 77-latek, z dorobkiem ponad 300 partytur filmowych. W dużej mierze to jemu zawdzięczamy, że zawód kompozytora muzyki filmowej zaczął być darzony w Stanach Zjednoczonych szacunkiem i estymą. Za partyturę do „Skarbu Sierra Madre” otrzymał nagrodę na Festiwalu w Wenecji.
Został pochowany na cmentarzu w Glendale w Kalifornii.

## Filmografia

### Kompozytor
1916
- The Bondman (reż. Edgar Lewis)

1929
- Side Street (reż. Malcolm St. Clair)
- The Delightful Rogue (reż. Lynn Shores)

1930
- Dixiana (reż. Theodore Reed)

1931
- Secret Service
- Przyjaciele i kochankowie (Friends and Lovers, reż. Victor Schertzinger)
- Donovan (Young Donovan’s Kid, reż. Fred Niblo)
- Way Back Home (reż. William A. Seiter)
- Are These Our Children? (reż. Wesley Ruggles)
- Cimarron (reż. Wesley Ruggles)
- Beau Ideal (reż. Herbert Brenon)
- Transgression (reż. Herbert Brenon)
- Cracked Nuts (reż. Edward Cline)
- Fanny Foley Herself (reż. Clarence Brown)
- Miłość na rozkaz (The Gay Diplomat, reż. Ryszard Bolesławski)
- The Runaround (reż. William James Craft)
- Traveling Husbands (reż. Paul Sloane)
- Consolation Marriage (reż. Paul Sloane)
- Kept Husbands (reż. Lloyd Bacon)
- Bachelor Apartment (reż. Lowell Sherman)
- High Stakes (reż. Lowell Sherman)
- The Public Defender (reż. J. Walter Ruben)

1932
- Zdobywcy (The Conquerors, reż. William A. Wellman)
- Little Orphant Annie (reż. John S. Robertson)
- A Bill of Divorcement (reż. George Cukor)
- Thirteen Woman (reż. George Archainbaud)
- The Age of Consent
- Bird of Paradise (reż. King Vidor)
- Roar of the Dragon (reż. Wesley Ruggles)
- The Roadhouse Murder
- Symphony of Six Million (reż. La Cava)
- Eskadra straceńców (The Lost Squadron, reż. George Archainbaud)
- Ladies of the Jury (reż. L. Sherman)
- Dziewczyna z Rio (Girl of the Rio, reż. Herbert Brenon)
- Hold 'Em Jail (reż. Norman Taurog)
- Is My Face Red? (reż. William A. Seiter)
- Lady with a Past (reż. David Wark Griffith)
- Men of Chance (reż. George Archainbaud)
- The Monkey's Paw (reż. Wesley Ruggles)
- Hrabia Zarow (The Most Dangerous Game, reż. Schoedsack, Irving Pichel)
- The Phantom of Crestwood (reż. Ruben)
- The Sport Parade (reż. Ralph Murphy)
- What Price Hollywood? (reż. George Cukor)
- Young Bride (reż. William A. Seiter)

1933
- Małe kobietki (Little Woman, reż. George Cukor)
- Ace of Aces (reż. Ruben)
- Poranna chwała (reż. L. Sherman)
- The Cheyenne Kid (reż. Hill)
- Bed of Roses (reż. La Cava)
- Diplomaniacs (reż. William A. Seiter)
- King Kong' (King Kong, reż. Schoedsack, Cooper)
- Sweepings (reż. John Cromwell)
- The Great Jasper (reż. Ruben)
- Aggie Appleby
- Maker of Man (reż. Mark Sandrich)
- Ann Vickers (reż. John Cromwell)
- Blind Adventure (reż. Schoedsack)
- Christopher Strong (reż. Dorothy Arzner)
- If I Were Free (reż. Elliott Nugent)
- Midshipman Jack (reż. Cabanne)
- No Other Woman (reż. Ruben)
- One Man’s Journey (reż. John S. Robertson)
- Rafter Romance (reż. William A. Seiter)
- Rockabye (reż. George Cukor)
- The Silver Cord (reż. John Cromwell)
- So This Is Harris (reż. Mark Sandrich)
- Son of Kong (reż. Schoedsack)

1934
- Lightning Strikes Twice
- The Richest Girl in the World (reż. William A. Seiter)
- His Greatest Gamble (reż. John S. Robertson)
- Bachelor Bait (reż. George Stevens)
- W niewoli uczuć (Of Human Bondage, reż. John Cromwell)
- Stingaree (reż. William A. Wellman)
- Kentucky Kernels (reż. George Stevens)
- Patrol na pustyni (The Lost Patrol, reż. John Ford)
- The Crime Doctor (reż. John S. Robertson)
- Down to Their Last Yacht (reż. Paul Sloane)
- Finishing School (reż. Tuchock, George Nicholls)
- The Fountain (reż. John Cromwell)
- Gridiron Flash (reż. Tryon)
- Hat, Coat, and Glove (reż. Miner)
- Hips, Hips, Hooray! (reż. Mark Sandrich)
- Keep 'em Rolling (reż. George Archainbaud)
- Let's Try Again (reż. Miner)
- The Life of Vergie Winters (reż. Alfred Santell)
- The Little Minister (reż. Richard Wallace)
- Man of Two Worlds (reż. Ruben)
- Sing and Like It (reż. William A. Seiter)
- Płomienna (Spitfire, reż. John Cromwell)
- Strictly Dynamite (reż. Elliott Nugent)
- Their Big Moment (reż. James Cruze)
- This Man Is Mine (reż. John Cromwell)
- Two Alone (reż. Elliott Nugent)
- Wednesday's Child (reż. John S. Robertson)

1935
- Potępieniec (The Informer, reż. John Ford)
- Laddie (reż. George Stevens)
- Enchanted April (reż. Harry Beaumont)
- Srebrna torpeda (The Siver Streak, reż. Thomas Atkins)
- Grand Old Girl
- Trzej muszkieterowie (The Three Musketeers, reż. Lee)
- Becky Sharp (reż. Rouben Mamoulian)
- Mam 19 lat (Alice Adams, reż. George Stevens)
- Czarownica (She, reż. Merian C. Cooper, Irving Pichel, Holden)

1936
- Błękitna parada (Follow the Fleet, reż. Mark Sandrich)
- The Witness Chair
- Maria Stuart (Mary of Scotland, reż. John Ford)
- Two in Revolt (reż. Tryon)
- M'Liss (reż. George Nicholls)
- Mały lord (Little Lord Fauntleroy, reż. John Cromwell)
- Szarża lekkiej brygady (The Charge of the Light Brigade, reż. Michael Curtiz)
- Ogród Allaha (The Garden of Allah, reż. Ryszard Bolesławski)
- Żywe cienie (Winterset, reż. Alfred Santell)
- God’s Country and the Woman (reż. William Keighley)

1937
- Zielone światło (Green Light, reż. Frank Borzage)
- Fight for Your Lady (reż. Benjamin Stoloff)
- Kid Galahad (Kid Galahad, reż. Michael Curtiz)
- Narodziny gwiazdy (A Star Is Born, reż. William A. Wellman)
- Życie Emila Zoli (The Life of Emile Zola, reż. William Dieterle)
- Piętno przeszłości (That Certain Woman, reż. Edmund Goulding)
- First Lady (reż. Joshua Logan)
- Alarm na morzu (Submarine D-1, reż. Lloyd Bacon)
- Tovarich (reż. Anatole Litvak)

1938
- The Saint in New York
- Gold Is Where You Find It (reż. Michael Curtiz)
- Jezebel (Jezebel, reż. William Wyler)
- Crime School (reż. Lewis Seiler)
- White Banners (reż. Edmund Goulding)
- The Amazing Dr. Clitterhouse (reż. Anatole Litvak)
- Cztery córki (Four Daughters, reż. Michael Curtiz)
- Siostry (The Sisters, reż. Anatole Litvak)
- Aniołowie o brudnych twarzach (Angels with Dirty Faces, reż. Michael Curtiz)
- Patrol bohaterów (The Dawn Patrol, reż. Edmund Goulding)

1939
- They Made Me a Criminal (reż. Busby Berkeley)
- Dodge city (Dodge City, reż. Michael Curtiz)
- The Oklahoma Kid (reż. Lloyd Bacon)
- Zwycięstwo nad mrokiem (Dark Victory, reż. Edmund Goulding)
- Zeznania szpiega (Confessions of a Nazi Spy, reż. Anatole Litvak)
- Daughters Courageous (reż. Michael Curtiz)
- Stara panna (The Old Maid, reż. Edmund Goulding)
- Dust Be My Destiny (reż. Seiler)
- Cztery żony (Four Wives, reż. Michael Curtiz)
- Intermezzo (Intermezzo: A Love Story, reż. Gregory Ratoff)
- Nie jesteśmy sami (We Are Not Alone, reż. Edmund Goulding)
- Przeminęło z wiatrem (Gone with the Wind, reż. Victor Fleming)

1940
- Eksperyment dr. Ehrlicha (Dr. Ehrlich's Magic Bullet, reż. William Dieterle)
- Virginia City (reż. Michael Curtiz)
- Guwernantka (All This and Heaven Too, reż. Anatole Litvak)
- City for Conquest (reż. Anatole Litvak)
- Komunikat Reutera (A Dispatch from Reuter's, reż. William Dieterle)
- List (The Letter, reż. William Wyler)
- Szlak do Santa Fe (Santa Fe Trail, reż. Michael Curtiz)

1941
- The Bride Came C.O.D. (reż. William Keighley)
- Shining Victory (reż. Irving Rapper)
- She Couldn't Say No
- Wielkie kłamstwo (The Great Lie, reż. Edmund Goulding)
- Sierżant York (Sergeant York, reż. Howard Hawks)
- Dive Bomber (reż. Michael Curtiz)
- One Foot in Heaven (reż. Irving Rapper)

1942
- Zginęli na polu walki (They Died with Their Boots On, reż. Raoul Walsh)
- In This Our Life (reż. John Huston)
- Captains of the Clouds (reż. Michael Curtiz)
- The Gay Sisters (reż. Irving Rapper)
- Casablanca (Casablanca, reż. Michael Curtiz)
- Karkołomna podróż (Desperate Journey, reż. Raoul Walsh)
- Więc podróżniku (No, Voyager, reż. Irving Rapper)

1943
- Mission to Moscow (reż. Michael Curtiz)
- Watch on the Rhine (reż. Shumlin)

1944
- Podróż do Marsylii (Passage to Marseille, reż. Michael Curtiz)
- The Conspirators (reż. Jean Negulesco)
- The Adventures of Mark Twain (reż. Irving Rapper)
- Od kiedy cię nie ma (Since You Went Away, reż. John Cromwell)
- Arszenik i stare koronki (Arsenic and Old Lace, reż. Frank Capra)

1945
- Roughly Speaking (reż. Michael Curtiz)
- The Corn Is Green (reż. Irving Rapper)
- Błękitna rapsodia (Rhapsody in Blue, reż. Irving Rapper)
- Mildred Pierce (Mildred Pierce, reż. Michael Curtiz)
- San Antonio (reż. David Butler, Raoul Walsh)
- Na zawsze (Tomorrow Is Forever, reż. Irving Pichel)

1946
- Her Kind of Man (reż. De Cordova)
- My Reputation (reż. Curtis Bernhardt)
- Saratoga Trunk (reż. Sam Wood)
- One More Tomorrow (reż. Godfrey)
- A Stolen Life (reż. Curtis Bernhardt)
- Wielki sen (The Big Sleep, reż. Howard Hawks)
- Cloak and Dagger (reż. Fritz Lang)
- Night and Day (reż. Michael Curtiz)

1947
- The Man I Love (reż. Raoul Walsh)
- The Beast with Five Fingers (reż. Robert Florey)
- Ścigany (Pursued, reż. Raoul Walsh)
- Love and Learn (reż. De Cordova)
- Cheyenne (reż. Raoul Walsh)
- The Unfaithful (reż. V. Sherman)
- Deep Valley (reż. Jean Negulescu)
- Życie z ojcem (Life with Father, reż. Michael Curtiz)
- The Voice of the Turtle (reż. Irving Rapper)
- My Wild Irish Rose (reż. David Butler)

1948
- Skarb Sierra Madre (The Treasure of Sierra Madre, reż. John Huston)
- My Girl Tisa (reż. Elliott Nugent)
- Winter Meeting (reż. Windust)
- The Woman in White (reż. Godfrey)
- Rzeka srebrna (Silver River, reż. Raoul Walsh)
- Key Largo (reż. John Huston)
- Johnny Belinda (reż. Jean Negulsco)
- Fighter Squadron (reż. Raoul Walsh)
- The Decision of Christopher Blake (reż. Godfrey)
- A Kiss in the Dark (reż. Delmer Daves)

1949
- Przygody don Juana (The Adventures of Don Juan, reż. Victor Sherman)
- South of St. Louis (reż. Ray Enright)
- Flamingo Road (reż. Michael Curtiz)
- The Fountainhead (reż. King Vidor)
- Without Honor (reż. Irving Pichel)
- Za lasem (Beyond the Forrest, reż. King Vidor)
- Biały Żar (White Heat, reż. Raoul Walsh)
- Mrs. Mike (reż. Louis King)
- The Lady Takes a Sailor (reż. Michael Curtiz)
- Oh You Beautiful Doll (reż. John M. Stahl)

1950
- Caged (reż. John Cromwell)
- The Flame and the Arrow (reż. Jacques Tourneur)
- Szklana menażeria (The Glass of Menagerie, reż. Irving Rapper)
- Rocky Mountain (reż. William Keighley)
- Sugarfoot (reż. Edwin L. Marin)
- Dallas (reż. Stuart Heisler)

1951
- Operation Pacific (reż. Waggner)
- Lightning Strikes Twice (reż. King Vidor)
- Raton Pass (reż. Edwin L. Marin)
- Księżycowa zatoka (On Moonlight Bay, reż. Roy del Ruth)
- Jim Thorpe
- All-American (reż. Michael Curtiz)
- Force of Arms (reż. Michael Curtiz)
- Close to My Heart (reż. William Keighley)
- Dalekie bębny (Distant Drums, reż. Raoul Walsh)

1952
- Room for One More (reż. Norman Taurog)
- The Lion and the Horse (reż. Louis King)
- Mara Maru (reż. Gordon Douglas)
- Springfield Rifle (reż. André De Toth)
- The Miracle of Our Lady of Fatima (reż. John Brahm)
- The Iron Mistress (reż. Gordon Douglas)

1953
- Śpiewak jazzbandu (The Jazz Singers, reż. Michael Curtiz)
- Trouble along the Way (reż. Michael Curtiz)
- W świetle księżyca (By the Light of the Silvery Moon, reż. David Butler)
- The Desert Song (reż. H. Bruce Humberstone)
- So Big (reż. Robert Wise)
- The Charge at Feather River (reż. Gordon Douglas)
- So This Is Love (reż. Gordon Douglas)

1954
- Bunt na okręcie (The Caine Mutiny, reż. Edward Dmytryk)
- The Boy from Oklahoma (reż. Michael Curtiz)
- Ryszard Lwie Serce i krzyżowcy (King Richard and the Crusaders, reż. David Butler)
- The Violent Man (reż. Rudolph Maté)

1955
- Zawołanie bojowe (Battle Cry, reż. Raoul Walsh)
- The Last Command (reż. Frank Lloyd)
- The McConnell Story (reż. Gordon Douglas)
- Illegal (reż. Allen)
- Come Next Spring (reż. Springsteen)

1956
- Hell on Frisco Bay (reż. Frank Tuttle)
- Helena trojańska (Helen of Troy, reż. Robert Wise)
- Battle Stations
- Poszukiwacze (The Searchers, reż. John Ford)
- Bandido (reż. Richard Fleischer)
- All Mine to Give (reż. Reisner)
- Death of Scoundrel (reż. Martin Scorsese)

1957
- China Gate (reż. Samuel Fuller)
- Zatoka aniołów (Band of Angels, reż. Raoul Walsh)
- Escapade in Japan (reż. Arthur Lubin)

1958
- Fort Dobbs (reż. Gordon Douglas)
- Marjorie Morningstar (reż. Irving Rapper)
- Darby's Rangers (reż. William A. Wellman)

1959
- Drzewo wisielców (The Hanging Tree, reż. Delmer Daves)
- John Paul Jones (reż. Farrow)
- Historia FBI (The FBI Story, reż. Mervyn LeRoy)
- Słoneczny brzeg (A Summer Place, reż. Delmer Daves)

1960
- Cash McCall (reż. Joseph Pevney)
- Ice Palace (reż. V. Sherman)
- The Dark at the Top of the Stairs (reż. Delbert Mann)

1961
- Susan Slade
- The Sins of Rachel Cade (reż. Gordon Douglas)
- Parrish (reż. Delmer Daves)
- A Majority of One (reż. Mervyn LeRoy)

1962
- Lovers Must Learn (Rome Adventure, reż. Delmer Daves)

1963
- Spencer’s Mountain (reż. Delmer Daves)

1964
- A Distant Trumpet (reż. Raoul Walsh)
- FBI Code 98 (reż. Martinson)
- Youngblood Hawke (reż. Delmer Daves)

1965
- Those Calloways (reż. Norman Tokar)
- Two on a Guillotine (reż. Conrad).

### Kierownik muzyczny
1930
- Half Shot at Sunrise (reż. Paul Sloane)

1931
- Consolation Marriage (reż. Paul Sloane)

1932
- The Animal Kingdom (reż. David Wark Griffith)
- Penguin Pool Murder (reż. George Archainbaud)
- Renegades of the West (reż. Robinson)
- Hell’s Highway
- Westward Passage (reż. Milton)
- The Saddle Buster
- Carnival Boat
- Girl Crazy (reż. William A. Seiter)
- The Half Naked Truth (reż. La Cava)
- Is My Face Red? (reż. William A. Seiter)
- Lady with a Past (reż. David Wark Griffith)
- Secrets of the French Police (reż. A. Edward Sutherland)

1933
- Karioka (Flying Down to Rio, reż. Thoronton Freeland)
- The Right to Romance (reż. Alfred Santell)
- After Tonight (reż. George Archainbaud)
- Chance at Heaven (reż. William A. Seiter)
- Headline Shooter (reż. Otto Brower)
- No Marriage Ties (reż. Ruben)
- Flying Devils (reż. Birdwell)
- Our Betters (reż. George Cukor)
- Topaze (reż. D'Arrast)
- Lucky Devils (reż. R. Ince)
- Before Dawn (reż. Irving Pichel)
- Blind Adventure (reż. Schoedsack)
- Melody Cruise (reż. Mark Sandrich)
- Rafter Romance (reż. William A. Seiter)

1934
- Ania z zielonego wzgórza (Anne of Green Gables, reż. George Nicholls)
- Wesoła rozwódka (The Gay Divorcee, reż. Mark Sandrich)
- We're Rich Again (reż. William A. Seiter)
- Long Lost Father (reż. Schoedsack)
- Murder on the Blackboard (reż. George Archainbaud)
- Where Sinners Meet (reż. Ruben)
- The Meanest Gal in Town (reż. Mack)
- By Your Leave (reż. Corrigan)
- Dangerous Corner (reż. Rosen)
- Płomienna (Spitfire, reż. John Cromwell)
- Success at Any Price

1935
- Śmiałe marzenia (I Dream Too Much, reż. John Cromwell)
- Panowie w cylindrach (Top Hat, reż. Mark Sandrich)
- Należę do Ciebie (Break of Hearts, reż. Philip Moeller)
- Mr. Sherlok i pani Holmes (Star of Midnight, reż. Stephen Roberts)
- Roberta (Roberta, reż. William A. Seiter)

1937
- Lost Horizon (reż. Frank Capra)

1955
- The Last Command

### Nominacje do Oscara za muzykę
1934
- Wesoła rozwódka (reż. Mark Sandrich (jako szef muzyczny z ramienia RKO, autorami partytury byli Kenneth Webb i Samuel Hoffenstein)
- Patrol na pustyni (reż. John Ford (RKO)

1935
- Potępieniec (reż. John Ford (RKO, Oscar)

1936
- Szarża lekkiej brygady (reż. Michael Curtiz (autor partytury, kierownictwo muzyczne z ramienia Warner Bros. sprawował Leo Forbstein))
- Ogród Allaha (reż. Ryszard Bolesławski (Selznick International Pictures))

1937
- Życie Emila Zoli (reż. William Dieterle (autor partytury, kierownictwo muzyczne z ramienia Warner Bros. sprawował Leo Forbstein))

1938
- Jezebel (reż. William Wyler)

1939
- Zwycięstwo nad mrokiem (reż. Edmund Goulding)
- Przeminęło z wiatrem (reż. Victor Fleming)

1940
- List (reż. William Wyler)

1941
- Sierżant York (reż. Howard Hawks)

1942
- A więc podróżniku (reż. Irving Rapper)

1943
- Casablanca (reż. Michael Curtiz)

1944
- Odkąd wyjechałeś (reż. John Cromwell)
- Mark Twain (reż. Irving Rapper)

1945
- Błękitna rapsodia (reż. Irving Rapper (wspólnie z Rayem Heindorfem))

1946
- Noce i dni (reż. Michael Curtiz (wspólnie z Rayem Heindorfem).

1947
- Życie z ojcem (reż. Michael Curtiz)
- My wild Irish Rose, (reż. David Butler (wspólnie z Rayem Heindorfem))

1948
- Johny Belinda (reż. Jean Negulesco)

1949
- Za lasem (reż. King Vidor)

1950
- Płomień i strzała (reż. Jacques Tourneur)

1952
- Cuda naszej pani z Fatimy (reż. John Brahm
- Śpiewak jazz bandu (reż. Michael Curtiz (wspólnie z Rayem Heindorfem))

1954
- Bunt na okręcie (reż. Edward Dmytryk)

1955
- Zawołanie bojowe (reż. Raoul Walsh)